# نوپسرها گستروی
نوپسرها گستروی یک گونه سوسک از خانوادهٔ سوسک‌های شاخک‌دراز است. استفان فون برونینگ در سال ۱۹۵۰ این گونه را توصیف و بررسی کرد. این گونه در کشور اتیوپی یافت شده است.